# Greg Biffle
Greg Biffle (Vancouver, Washington; 23 de diciembre de 1969) es un piloto de automovilismo de velocidad estadounidense que compite profesionalmente en stock cars. Desde el año 2002 corre en la Copa NASCAR, donde ha logrado 19 victorias y 92 top 5 a noviembre de 2016. Sus mejores resultados de campeonato fueron segundo en 2005, tercero en 2008, quinto en 2012 y sexto en 2010. Biffle corre desde 2003 con un Ford número 16 del equipo Roush Fenway Racing, donde fue patrocinado por 3M.

## Carrera deportiva
Biffle se crio en el poblado de Camas, Washington. Luego de competir en óvalos del noroeste del país, el piloto ganó la NASCAR Winter Heat Series en la temporada 1995-96. En 1996 disputó dos fechas de la NASCAR West Series, finalizando cuarto en una de ellas. A fines de año, corrió dos pruebas de la NASCAR Busch Series. Biffle disputó la NASCAR Northwest Series en 1997.
Roush contrató a Biffle para disputar la NASCAR Truck Series con una camioneta Ford en 1998. Logró ocho top 5 y cuatro pole positions, aunque ninguna victoria, y resultó octavo en el campeonato además de obtener el premio a Novato del Año. Continuando en Roush, el piloto ganó nueve carreras y acumuló 14 top 5 y cuatro pole positions en 25 fechas, de modo que finalizó segundo con 3.739 puntos, apenas ocho menos que el campeón Jack Sprague. Biffle logró cinco victorias, 18 top 5 y cuatro pole positions en la temporada 2000, de modo que venció a su compañero de equipo Kurt Busch y se quedó con el campeonato.
El piloto retornó a la NASCAR Busch Series en 2001, esta vez como piloto titular de Roush. Obtuvo cinco victorias y 16 top 5, que le significaron quedar cuarto en el campeonato y resultar Novato del Año. También corrió cuatro fechas de la NASCAR Truck Series, venciendo en dos de ellas. Biffle se coronó campeón de la NASCAR Busch Series en 2002, al obtener cuatro triunfos, 20 top 5 y cinco pole positions en 34 carreras. Por otra parte, se inscribió en algunas pruebas de la Copa NASCAR para los equipos Roush (Ford), Petree (Chevrolet) y Petty (Dodge), obteniendo un 13.º en su debut en Fontana como mejor resultado.
En 2003 y a la edad de 32 años, Biffle comenzó a competir en la Copa NASCAR como titular del equipo Roush con el Ford número 16. Ganó en la Coke Zero 400 de Daytona y logró tres top 5 y seis top 10, quedando en la 20.ª posición final como segundo mejor novato detrás de Jamie McMurray. Biffle obtuvo la pole position en las 500 Millas de Daytona, ganó dos carreras y acumuló ocho top 10, de modo que finalizó el año en el 17.º lugar.
Por primera vez, Biffle clasificó a la Caza por la Copa NASCAR en 2005. Sus seis victorias, 15 top 5 y 21 top 10 le valieron terminar segundo en el campeonato a 35 puntos de Tony Stewart. No logró alcanzar la postemporada en 2006, donde obtuvo dos carreras, 8 top 5 y 15 top 10, ni en 2007, donde venció una vez y logró 5 top 5 y 11 top 10. El piloto resultó respectivamente 13.º y 14.º en el clasificador final.
Biffle entró en la Caza por la Copa en 2008. Con dos triunfos, 12 top 5 y 17 top 10, finalizó tercero en el campeonato por detrás de Jimmie Johnson y Carl Edwards. Nuevamente clasificó a la postemporada en 2009 y logró un total de diez top 5 y 16 top 10, pero no ganó ninguna de las 36 carreras, y terminó el año en la séptima posición. En 2010, el piloto cosechó dos victorias, nueve top 5 y 19 top 10, que le valieron quedar sexto en el clasificador final. El washingtoniano estuvo lejos de clasificar a la Caza por la Copa en 2011. Tuvo su peor año desde 2004, al quedar 16.º sin victorias y con apenas tres top 5 y diez top 10.
En 2012, Biffle disputó su décima temporada consecutiva como piloto titular de Roush en la Copa NASCAR. Acumuló dos victorias, 12 top 5 y 21 top 10, por lo que resultó quinto en el campeonato. El piloto obtuvo una victoria, cuatro top 5 y 13 top 10 en 2013, lo que le bastó para ingresar a la Caza por la Copa y finalizar noveno.
En 2014, obtuvo 3 top 5 y 11 top 10, alcanzando la primera ronda de la Caza por la Copa, y finalizando 14° en la tabla general. En 2015 no clasificó a la Caza por la Copa, acumuló 3 top 5 para acabar 20° en el campeonato. Al año siguiente, logró 1 top 5 y 3 top 10 para terminar 23º en la tabla de pilotos.
Desde que comenzó a competir regularmente en la Copa NASCAR en 2003, Biffle participó frecuentemente en carreras de la NASCAR Busch Series. Disputó la casi totalidad de las fechas de 2004 a 2007. Su mejor año fue 2004, cuando logró cinco triunfos, 15 top 5 y 21 top 10, que le valieron el tercer puesto final. El washingtoniano disputó entre 10 y 15 de las 35 carreras en 2003, 2008, 2009 y 2010. La categoría dejó de otorgar puntos a los titulares de la Copa NASCAR en 2011, y Biffle dejó de competir allí.

## Otras actividades
Biffle y su esposa Nicole crearon en 2005 la Fundación Greg Biffle, dedicada a promover el bienestar animal.
El piloto actuó en un episodio de la sitcom Yes, Dear en el papel de un piloto de la NASCAR que a su vez participa en carreras de cortadoras de césped, y apareció brevemente en la película cómica sobre la NASCAR Talladega Nights: The Ballad of Ricky Bobby.